# شاهزاده ایگور (فیلم ۱۹۶۹)
شاهزاده ایگور (انگلیسی: Prince Igor) نام یک فیلم محصول اتحاد جماهیر شوروی است که در سال ۱۹۶۹ ساخته شده‌است.